# Schederndorf
Schederndorf (bambergisch: Scheddndorf)  ist ein Gemeindeteil der Gemeinde Stadelhofen im oberfränkischen Landkreis Bamberg in Bayern.

## Geographische Lage
Das Dorf liegt im Norden der Fränkischen Alb im Naturpark Fränkische Schweiz-Frankenjura. Es befindet sich 3,1 km westlich des Stadelhofener Kernorts auf etwa 472 m ü. NHN. Östlicher Nachbarort ist der Stadelhofener Gemeindeteil Wölkendorf, westlicher der Wattendorfer Gemeindeteil Gräfenhäusling.

## Geschichte
Das Gebiet um Schederndorf war wahrscheinlich schon in der Jungsteinzeit besiedelt, da man in Ortsnähe auf einem Acker Pfeilspitzen aus dieser Zeit gefunden hat.
Schederndorf liegt an einer ehemals wichtigen Handelsstraße, der sogenannten Altstraße von Bamberg nach Kulmbach. Während des karolingischen Landesausbaus in der nördlichen Frankenalb war es typisch, Ketten von Orten mit der Endung „-dorf“ entlang von Bächen oder Altstraßen anzulegen. Letzteres trifft wohl auf die Kette der Ortschaften Roßdorf am Berg, Schederndorf, Wölkendorf, Fesselsdorf, Seubersdorf und Azendorf entlang der Altstraße Bamberg – Kulmbach zu. Damit sind diese Ortschaften wohl im 9. bis 10. Jahrhundert entstanden.
Urkundlich wurde Schederndorf erstmals im Jahre 1087 erwähnt.
Eine weitere frühe Erwähnung befindet sich in der ältesten Besitzaufzeichnung der Kirche von Bamberg aus den Jahren um 1323 bis 1328. Daraus lässt sich entnehmen, dass 1312 Graf Friedrich von Truhendingen das Gebiet Scheßlitz und Giech als Lehen bekam, zu dem auch Schederndorf gehörte. Als die Truhendinger Ende des 15. Jahrhunderts ausstarben, fiel der Besitz wieder an die Kirche zurück und gehörte ab 1806 zum neu gegründeten Königreich Bayern. Um 1840 hatte Schederndorf 30 Häuser mit 188 Einwohnern, gehörte zum Landgericht Scheßlitz und war nach Stadelhofen gepfarrt.
Zur Gemeinde Schederndorf gehörte bis zur Eingliederung in die Gemeinde Stadelhofen im Zuge der Gebietsreform in Bayern am 1. Mai 1978 auch der Nachbarort Roßdorf am Berg.

## Einwohnerentwicklung
| Jahr | Einwohner |
| ---- | --------- |
| 1818 | 147       |
| 1840 | 188       |
| 1950 | 199       |
| 1961 | 139       |
| 2011 | 157       |
| 2012 | 154       |
| 2013 | 148       |
| 2014 | 147       |
| 2015 | 151       |
| 2016 | 150       |
| 2020 | 153       |
| 2021 | 146       |

## Sonstiges
Der Name Schederndorf leitet sich nach mündlicher Überlieferung von einem Schero, der außerhalb des Dorfes eine nicht mehr vorhandene Burg errichtet hatte, ab. Inmitten des Dorfes befindet sich eine kleine Kirche, die 1886 im neugotischen Stil erbaut wurde.  Schederndorf wurde an die Fernwasserversorgung Oberfrankens (FWO) angeschlossen. In Schederndorf gibt es eine Gaststätte und eine Gasthofbrauerei mit Biergarten, die seit 1742 in Familienbesitz sind. Der Name des Dorfes änderte sich im Laufe der Zeit von „Scheddendorf“ (in der Region heute noch üblich) über „Schedderndorf“ zu „Schederndorf“.